# Ca n'Oliver (Calonge)
Ca n'Oliver és una masia del municipi de Calonge (Baix Empordà). És un monument protegit com a bé cultural d'interès local.

## Descripció
És una casa pairal típica del xviii amb reformes i afegits posteriors. Els cos principal de l'edifici manté l'estructura bàsica tradicional de tres crugies paral·leles cobertes amb volta d'encanyissat. Costa de dues plantes i graner. la coberta és a dues vessants.
El portal de llinda té gravada la inscripció "MIQUEL OLIVER 1705". Al costat dret un gran gos afegit més modern (segle xix) amb galeria de balustrada de terracota que ressegueix tot el lateral de la casa. Els paraments han estat arrebossat i a la part alta hi ha un rellotge de sol. En les últimes reformes s'ha canviat la situació d'algunes obertures.

## Història
La construcció actual data de principis del xviii però algunes parts són molt més antigues. En el seu arxiu guarda documentació des de l'any 1311, fet que ha permès l'elaboració de l'arbre genealògic de la família: Berenguer Oliver de la Serra, 1311; Guillem, 1336; Ramon, 1367; Pere,1436; Anton, 1490; Pere, 1537; Montserrat, 1598; Joan, 1583 (batejat); Pere, 1552; Jaume, 1642 (batejat); Joan 1659; Miquel, 1635 (reformador de la casa), Josep, 1720; Francesc, 1754; Josep, 1791. en el s. XIX.: Miquel Oliver Morbey, Josep Oliver Cruañas, Josep Oliver Morbey i Pere Oliver Pallimonjo. I en el segle xx, Jacinta Oliver Pallí, Josefina Sardó Oliver i Pere Vidal Sardó. A principis d'aquest segle era considerat uns dels tres masos més importants de Calonge. Avui manté les seves funcions i la família continua l'explotació de les terres.